# Панченко, Анастас Юрьевич
Анастас Юрьевич Панченко (род. 1988) — российский спортсмен в видах спорта аквабайк и триатлон. Мастер спорта России, многократный чемпион России, обладатель кубка России и призёр чемпионатов Европы и мира по аквабайку. Лидер национальной сборной. Многократный финишёр классической дистанции триатлона IRONMAN. Участник чемпионатов мира по триатлону IRONMAN. Первый спортсмен из России, преодолевший 5 полных железных дистанций IRONMAN за 5 дней.

## Биография
Анастас Панченко родился и вырос в России в г. Ленинград. Мастер спорта России, многократный чемпион России по водно-моторному спорту в классе аквабайк, входит в состав сборной команды Российской Федерации по водно-моторному спорту. Лидер национальной сборной.
С 2011 года Анастас Панченко профессионально занимается аквабайком, с 2014 года постоянный член сборной команды Российской Федерации по водно-моторному спорту.
С 2015 года Анастас Панченко занимается полупрофессионально триатлоном, принимает участие в гонках на длинные дистанции типа IRONMAN (3.86 км плавание, 180.25 км велоэтап, 42.16 км бег), показывая отличные результаты. На сегодняшний день входит в ТОП 1% мировых триатлетов в своей возрастной группе, принимающих участие в мировых стартах по триатлону IRONMAN.
В 2017 году, в начале августа, Анастас Панченко удачно финишировал в ультратриатлоне в Сибири — SIBERMAN515 (10 км плавание, 421 км велоэтап, 84 км бег).
В сентябре 2017 года, Анастас Панченко  принял участие в одном из самых сложных и престижных стартов по триатлону в мире Epic5 Challenge (5 дней — 5 полных железных дистанций IRONMAN - [3.86 км плавание, 180.25 км велоэтап, 42.16 км бег] X 5).
Анастас Панченко первый спортсмен из России, который преодолел 5 разных полных железных дистанций IRONMAN за 5 дней. Это вдохновило многих начинающих триатлетов на прохождение все более сложных, более экстремальных и долгих дистанции. Анастас Панченко максимально продвинул длинный триатлон в массы спортсменов-любителей по всей стране, принимая участие в различных программах и дискуссиях на общественном телевидении, а также на различных интернет-платформах. Анастас Панченко известен практически каждому триатлету-любителю из России.
В 2018 году, вдохновившись историей Анастаса Панченко, компания энтузиастов организовала гонку похожую на Epic5 Challange на территории РФ, под названием ЕРМАК , стартует гонка в городе Серов. Сейчас этот старт проводится ежегодно привлекая все больше и больше спортсменов экстремалов готовых пройти 5 разных полных железных дистанций типа IRONMAN за 5 дней. Предстартовый брифинг на гонке ЕРМАК всегда начинается с истории Анастаса Панченко.
С 2021 года Анастас Панченко занимает должность вице-президента РОО «Спортивная федерация водно-моторного спорта Санкт-Петербурга».
Ежегодный календарь гонок Анастаса Панченко очень насыщен. Различные ивенты экстремального триатлона Xterra, гонки IRONMAN, чемпионаты России, Европы и мира по аквабайку.

## Достижения
- Мастер спорта России по водно-моторному спорту.
- Многократный чемпион России и призёр чемпионатов Европы и мира по аквабайку.
- Обладатель кубка России.
- Член сборной команды Российской Федерации по водно-моторному спорту. Лидер национальной сборной.
- Первый спортсмен из России, преодолевший 5 полных железных дистанций IRONMAN за 5 дней по формуле ([3.86 км плавание, 180.25 км велоэтап, 42.16 км бег] X 5), пройдя соревнования Epic5 Challenge в сентябре 2017 года.
- В 2017 году финишировал в ультратриатлоне в Сибири — SIBERMAN515 (10 км плавание, 421 км велоэтап, 84 км бег).
- Входит в ТОП 1% мировых триатлетов в своей возрастной группе, принимающих участие в мировых стартах по триатлону IRONMAN. Имеет золотой статус AWA (All World Athlete gold).

## Тренеры

### Аквабайк
- Заикин Дмитрий

### Триатлон
- Жуков Александр
- Соколов Александр

## Спортивная инженерия

### Аквабайк
- Собоцкий Михаил
- Заикин Дмитрий
- Ерухимов Евгений

### Триатлон
- Халилов Евгений

## Спонсоры
- АО «Ленгазспецстрой»
- WorldClass
- АО «Газстройпроект»
- ООО «Западно-Сибирский Логистический Центр»
- VolgaMotorSport
- Veterr

## Статьи
- БОЛЬШОЙ СПОРТ: «Слева — обрыв, справа — обрыв». Анастас Панченко — о двух ультратриатлонах подряд
- Интервью с Анастасом Панченко в преддверии Epic5 Challenge
- 5 дней, 5 островов и 1000 километров. Русский «железный человек» покоряет мир
- Спортсмен из Санкт-Петербурга стал первым из России кто преодолел 5 IronMan за 5 дней
- История первого россиянина, прошедшего экстремальную дистанцию в 1000 км за 5 дней
- «Бежишь, а в лесу кто-то воет, косули на дорогу выскакивают. Полная психоделика»
- Epic5 Challenge: как сделать пять полных дистанций IRONMAN за пять дней
- Петербург. Воскресенье ТЕМА: Больше тысячи километров за пять дней: первый россиянин, который преодолел одну из самых сложных дистанций в мире
- Спортсмен из Санкт-Петербурга стал Чемпионом России по аквабайку 2017
- UltraStrong: история Анастаса Панченко, которая точно вас удивит
- Lifestyle-досье: Анастас Панченко
- Anastas Panchenko: «I want to proof myself that the impossible is possible»

## Интервью
- Анастас Панченко в Comedy Club
- Утро Пятницы TV show / Анастас Панченко
- Радио Зенит. Интервью Анастаса Панченко
- Денис Семених и фантастически выносливый человек Анастас Панченко
- 5 Ironman'ов за 5 дней на Гавайях. Анастас Панченко в Лектории I Love Supersport
- Денис Семенихин - Сможет ли человек, прошедший 5 IRONMAN, доплыть до нефтяных платформ в открытом океане